# Semiarundinaria densiflora
Els Semiarundinaria densiflora són bambús de la família de les poàcies, ordre poals, subclasse Liliidae, classe liliòpsid, divisió magnoliofití. En un tret comú a moltes altres espècies de bambús, els botànics han catalogat el densiflora en dos altres gèneres: Arundinaria densiflora Rendle 1904 i Brachystachyum densiflorum (Rendle) Keng.
Es pot trobar a diverses regions xineses, i hom l'usa per a decoració i per a la confecció de canyes de pescar.